# Biton triseriatus
Espèce
Biton triseriatus est une espèce de solifuges de la famille des Daesiidae.

## Distribution
Cette espèce se rencontre en Afrique du Sud et en Namibie.

## Publication originale
- Lawrence, 1955 : Solifugae, Scorpions and Pedipalpi, with checklists and keys to South African families, genera and species. Results of the Lund University Expedition in 1950-1951. South African Animal Life, vol. 1, p. 152 -262.